# Grand Theft Auto Advance
Grand Theft Auto Advance је акционо-авантуристичка игра из 2004. развијена од стране Digital Eclipse и објављена од стране Rockstar Games. Објављена је за Game Boy Advance 26. октобра 2004. (истог дана када и Grand Theft Auto: San Andreas за Плејстејшн 2). Игрица се игра из птичије перспективе (исто као Grand Theft Auto и Grand Theft Auto 2).

## Гејмплеј
Grand Theft Auto Advance је акционо-авантуристичка игра са отвореним светом. Игра се из птичије перспективе због хардверског ограничења које има Game Boy Advance. Као резултат тога, ова игрица нема анимиране међусцене, нити има снимљене дијалоге других пешака. Све међусцене су са текстом и ликовима са нацртаним лицима. За разлику од других игрица, ова не садржи радио станице.

## Прича
Радња игре је смештена у 2000. у Либерти Ситију, истом окружењу које се користи у Grand Theft Auto III. Пошто је окружење морало да се поново креира за Game Boy Advance, велики део тога је приметно промењен у његовој конверзији, укључујући елементе које је било немогуће протумачити из перспективе игре одозго. Као резултат ових промена, играчи упознати са оригиналном поставком морају изнова да је истраже у Grand Theft Auto Advance. Као наставак Grand Theft Auto III, игра садржи и нове и ликове који се враћају.
Мали криминалац Мајк ради за више повезаног криминалца Винија у нади да ће напустити Либерти Сити са њим и повући се из њиховог криминалног живота. Вини убеђује Мајка да ради за мафију како би постигао овај циљ. Међутим, након неколико послова, Вини је наизглед страдао у експлозији аутомобила бомбе, која такође уништава сав њихов новац. Мајк се заклиње на освету и брзо се посвађа са мафијом док истражује Винијево убиство. Након што је обавио неке послове за 8-Бал-а, стручњака за експлозиве и старог Винијевог познаника, он показује Мајку на бармена по имену Џони, који одржава везе са градским криминалним подземљем и можда му помогне да пронађе одговоре које тражи. Џони унајмљује Мајка за неколико послова док заједно истражују Винијево убиство, све док први изненада није убијен усред истраге. 
Док трага за убицом, Мајк примећује неке Јардије који у журби напуштају Џонијев бар и прати их до њиховог вође, краља Кортнија. Кортни пориче умешаност у Џонијево убиство, тврдећи да су његови људи послати само да наплате новац који му Џони дугује, и нуди помоћ у проналажењу правог кривца. Након што је обавио неке послове за њега, Кортни указује Мајку на вођу колумбијског картела Циска. Међутим, када се Мајк суочи са Циском, он брзо схвата да је човек невин и да га је Кортни све време користио да елиминише своје ривале. Мајк тада почиње да ради одвојено за картел и њихове главне ривале, Јакузе, које предводи Асука Касен, у нади да ће било ко од њих помоћи његовој истрази. Након што је Циско изненада убијен, Мајк прогони убицу и шокиран је када је пронашао још живог Винија, који открива да је лажирао сопствену смрт како би побегао из Либерти Ситија са њиховим новцем, и убио Џонија и Циска како би осигурао да Мајк никада не сазна истину. Бесан због издаје бившег партнера, Мајк убија Винија и краде му новац, упркос Винијевим упозорењима да ће га сваки криминалац у граду сада циљати због његовог богатства. 
Док се састаје са 8-Бал-ом да му каже како се завршила његова истрага, Мајка напада картел, који је погрешно претпоставио да је он убио Циска. Иако је Мајк избегао напад, 8-Бал је повређен током пуцњаве и полиција га је потом ухапсила. Након што се обрачунао са новим вођом картела, Мајк сазнаје да Кортни тражи његов новац и последњи пут се састаје са Асуком да планира заседу. Међутим, Јакуза не успева да се појави у нападу, остављајући Мајка да се сам суочи са Кортнијем. Мајк тешко повређује Кортнија, али пре него што је успео да га докрајчи, полиција упада у Кортнијево скровиште, приморавајући Мајка да побегне. Након што је избегао полицију, Мајк одлази на аеродром и напушта Либерти Сити у Цисковом приватном авиону, упутивши се у Колумбију да започне нови живот са својим богатством.